# Ansarullah

Flagge der Ansarullah

Die Ansarullah (Urdu انصار ﷲ DMG Anṣār Allāh, deutsch ‚Helfer Allahs‘) ist die Unterorganisation der Ahmadiyya Muslim Jamaat für Männer über 40. Ansarullah kann man als Helfer Allahs übersetzen, wobei mit Ansar die Einwohner Medinas gemeint sind, die Prophet Mohammed bei seiner Hidschra aufnahmen und den Muslimen Asyl gewährten.
Die Ansarullah sind in Deutschland nach außen nicht sehr aktiv, da die meisten aus Pakistan kommen und keine besonders guten Deutschkenntnisse haben.
Während die Khuddam ul-Ahmadiyya sich mehr um das handwerkliche beim Moscheebau kümmern, sorgen sich die Ansarullah mehr um die Finanzierung. Die Mitglieder von Ansarullah werden kurz Ansar genannt. Sie sollen die Khuddam unterstützen durch Erziehung, Bildung und moralischen Rückhalt.

## Organisation
Die Organisation der Ansarullah entspricht der von Lajna Imaillah und Khuddam ul-Ahmadiyya (siehe dort). Die erste Jahresversammlung (Idschtema) fand im Jahre 1979 statt. Mitglied ist jeder männliche Ahmadi über 40 Jahre.

## Aktivitäten
Die Jahresversammlungen der Ansarullah, wie zuletzt im Mai 2005 in Bad Homburg, sind von gemeinschaftlichen Aktivitäten geprägt:
- Sportwettbewerbe
- Wissenswettbewerbe
- Gebete und erbauliche Reden.

Die Aktivitäten der Ansarullah konzentrieren sich für gewöhnlich auf den privaten Bereich ihrer Mitglieder und die Anliegen der lokalen Gemeinde.